# Zakon vrednosti
Zakon vrednosti je eden izmed pomembnejših elementov marksistične ekonomije; naslavlja vprašanje, kaj je izvor vrednosti blaga in kako se določi njeno velikost. Sam zakon vrednosti je sestavljen iz dveh večjih elementov: oblike vrednosti in delovne teorije vrednosti.
Marx je zakon vrednosti prvič izoblikoval v delu »Beda filozofije«. Ta je bila napisana kot polemika nasproti Proudhonu, ki mu je Marx očital utopični socializem (da npr. zapostavlja vzročno razmerje med bogastvom buržoazije in revščino proletariata). Pri vprašanju vrednosti Marx kritizira Proudhona, da ta poskuša izvor menjalne vrednosti vezati na uporabno vrednost blaga. Marx je nasprotno izpostavil, da menjalna vrednost obstaja le v blagovni menjavi, blago pa je uporabno tudi, če ne stopi v menjavo; menjalna vrednost tako obstaja istočasno kot uporabna vrednost, a ne izhaja iz nje. Kot alternativno razlago poda zakon vrednosti, ki ga je kasneje dodelal v Kapitalu.

## Oblika vrednosti
Marx pri blagu razlikuje med dvema vrednostima: med uporabno vrednostjo in menjalno vrednostjo. Če se uporablja izraz vrednost brez vsakršnega pridevnika, je običajno mišljena menjalna vrednost.

### Uporabna vrednost
Uporabna vrednost blaga so njegove lastnosti, ki obstajajo tudi, če ne bi nikoli stopilo v menjavo. Te lastnosti blaga zadovoljujejo neko potrebo, pri čemer je nepomembno, ali je izpolnitev te potrebe življenjskega pomena (kar velja npr. za hrano), stvar dostojanstva ali pa zgolj modna muha. Kruh ima na primer uporabno vrednost, da nas nasiti, uporabna vrednost plašča je, da nas greje in ščiti pred neugodnim vremenom. Če pojemo kruh ali oblečemo plašč, ne da bi ju dobili iz menjave, bosta še vedno imela svojo uporabno vrednost; kruh nas bo še vedno nasitil, plašč nas bo še vedno grel, pa če smo ga kupili na trgu, ukradli, dobili v dar ali naredili sami. 
Uporabna vrednost blaga torej ni nekaj, kar bi prišlo v obstoj šele z vstopom v menjavo, ampak ga ima neka stvar tudi, če sploh ni blago; uporabna vrednost tako izhaja iz lastnosti te stvari same. Ključna povezava uporabne vrednosti z menjavo je, da mora blago to uporabno vrednost imeti, sicer ne bo nikoli prodano; mora biti uporabno za nekoga drugega, drugače bo prodajalec blago sam obdržal (proti njegovi volji).
Uporabna vrednost blaga ne določa njegove menjalne vrednosti, kljub temu pa je pogoj za njen obstoj. Kupec bo blago kupil le, če bo to izpolnjevalo njegove potrebe, če bo torej zanj imelo uporabno vrednost. Vprašanje, ali je ta potreba »upravičena« ali ne, je v tem kontekstu nepomembno; tako je vseeno, ali blago krije osnovne življenjske potrebe (npr. hrana) ali pa je le modna muha ("Blago je (...) stvar, ki s svojimi lastnostmi zadovoljuje kakršnokoli človeško potrebo. Vrsta teh potreb je postranska stvar in je vseeno, ali izvirajo iz želodca ali domišljije."). Za blagovno menjavo je pomembno edinole, da kupec v blagu prepozna uporabno vrednost.

### Menjalna vrednost
Menjalna vrednost blaga pove, v kakšnem razmerju se to blago menja s preostalimi blagi in se v tej obliki tudi izraža (kot razmerje dveh vrst blaga). Pogoj, da ima neka stvar menjalno vrednost, je, da nastopa v menjavi, s čimer prevzame vlogo blaga. Pri enostavni blagovni menjavi pride do neposredne menjave blaga brez vmesnih operacij (npr. pretvorbi v denar), menjava pa lahko poteka tudi v obratni smeri (npr. menjava kruha za suknjič). 
Menjalna vrednost ima štiri oblike: slučajna oblika vrednosti, razvita oblika vrednosti, splošna oblika vrednosti in denarna oblika vrednosti.

#### Slučajna oblika vrednosti
Slučajna oblika vrednosti je izražena s formulo {\displaystyle xA=yB}. Ta formula pomeni, da se x enot blaga A zamenja za y enot blaga B; definira njuno menjalno razmerje. Slučajna oblika vrednosti je sicer najbolj osnovna oblika vrednosti, kljub temu pa je temelj tudi za najbolj razvite oblike vrednosti (vključno z denarno obliko).
V slučajni obliki vrednosti nastopata dve strani z dvema različnima vrstama blaga. Leva stran formule se imenuje relativna oblika vrednosti. Tako se imenuje, ker menjalne vrednosti kot kvantitativnega razmerja blago ne more izražati s samim seboj, ampak vedno glede na neko drugo blago; vrednost blaga A je relativna glede na drugo blago. Desna stran formule se imenuje ekvivalentna oblika vrednosti; je vrednost, v kateri relativna oblika vrednosti izrazi svoj ekvivalent. Formula {\displaystyle xA=yB} tako pove, da je y enot blaga B ekvivalent x enot blagu A (in obratno za drugo stran v menjavi). 
S slučajno obliko vrednosti je razviden eden izmed osnovnih pogojev blagovne menjave, da v tej nastopajo blaga z različinimi uporabnimi vrednostmi. Kljub temu pa morata imeti tako blago A kot blago B neko drugo skupno lastnost, da se ju lahko medsebojno primerja in določi njuno menjalno razmerje. Marx je v Kapitalu to skupno lastnost videl v tem, da sta obe blagi rezultat človeškega dela. Delo, potrebno za produkcijo blaga A, se razlikuje od dela, potrebnega za produkcijo B, kljub temu pa je obema dela skupno, da gre za človeško delo. Menjalna vrednost tako pove, v katerem razmerju blago A vsebuje enako količino abstraktnega človeškega dela kot blago B. 

#### Razvita oblika vrednosti
Glavna razlika med slučajno in razvito obliko vrednosti je v naboru menjalnih razmerij. Pri slučajni obliki vrednosti je le ena ekvivalentna oblika vrednosti, razvita oblika vrednost pa je niz slučajnih oblik vrednosti. Formula {\displaystyle xA=yB} se tako razširi v niz {\displaystyle xA=yB=wC=zD}...
Pogoj, ki vodi do razvite oblike vrednosti, je razviden iz imena slučajne oblike vrednosti; pri razviti obliki vrednosti menjava ni več slučajna, ampak večji nabor stabilnejših menjalnih razmerij nakazuje, da je menjava postala ustaljeni družbeni proces.

#### Splošna oblika vrednosti in denarna oblika vrednosti
Z razvojem družbene menjave postane razvita oblika vrednosti nepraktična. Pojavi se potreba po blagu, v katerem vsa druga blaga izražajo svojo menjalno vrednost; drugače rečeno, po občem (splošnem) ekvivalentu. Ko se ta vzpostavi, govorimo o tretji, splošni obliki vrednosti. 
Splošna oblika vrednosti postane denarna oblika vrednosti, ko blago, ki je določeno za obči ekvivalent, izven blagovne menjave nima uporabne vrednosti. Denar izven blagovne menjave nima uporabne vrednosti, saj sam na sebi ne krije nobene človeške potrebe; koristen postane šele z nakupom blaga, ki zadovoljuje te potrebe. Edina uporabna vrednost denarja je torej v tem, da z njim vsa druga blaga izražajo svojo menjalno vrednost.
S splošno obliko vrednosti je odpravljena neposredna blagovna menjava; blago najprej izrazi svojo menjalno vrednost v občem ekvivalentu, šele nato pa v dejanskem blagu z želeno uporabno vrednostjo. Blagovna menjava s tem privzame obliko B(1)-D-B(2) (blago-denar-blago); s splošno obliko vrednosti se najprej blago proda (B-D) v zameno za obči ekvivalent, ta pa se nato porabi za nakup želenega blaga (D-B). 
Pri opisani cirkulaciji B-D-B se menjalna vrednost prvega in drugega blaga ne spremeni, cirkulacija pa je povratni proces. Po tem modelu je blago B(2) možno prodati in nato kupiti nazaj B(1). Cirkulacija B-D-B je torej menjava ekvivalentov; uvedba denarja kot občega ekvivalenta in vmesnega koraka pri blagovni menjavi tega ne spremeni.

## Cena in vrednost
Marx je pri razvoju zakona vrednosti predpostavil menjavo ekvivalentov iz dveh razlogov. Prvič: zavoljo matematične in logične poenostavitve. Poseben profit je koncept, relevanten za ekonomiko podjetja in višji nivo politične ekonomije (ko se obravnava, na primer, monopole); za njene osnove je nepotrebna komplikacija matematičnih formul in konceptualnih obrazložitev. Drugič, kar je še bolj pomembno: to je stanje hipotetične popolne konkurence. Po Marxu je edini način, da določimo izvor profita (presežna vrednost), ki ne izhaja iz posebnih tržnih okoliščin je, da te zanemarimo in predpostavimo enakost med kapitalisti, da torej predpostavljamo popolno delovanje konkurence.
Kar vodi do razlike med vrednostjo in ceno blaga. Vrednost blaga nam pove, koliko dela vsebuje njegov povprečen primerek, nam torej pove družbeno potrebni delovni čas tega blaga v dani količini. Vrednost je, drugače rečeno, cena, po kateri bi se blago prodajalo ob popolni konkurenci, torej ob popolni izravnavi ponudbe in povpraševanja. 
Ker pa je takšno stanje zaradi strogih kriterijev prej teoretično kot realnost, prihaja do odstopanja med vrednostjo blaga ter dejansko ceno, po kateri se to blago prodaja. V kateri smeri je to odstopanje, torej ali se blago prodaja pod ali nad vrednostjo, ter v kolikšni meri, je odvisno po eni strani od ponudbe in povpraševanja, po drugi strani pa od razmerja moči med konkurenčnimi kapitali (tj. od razvoja monopolov)
Če je ponudba večja od povpraševanja, se blago prodaja pod vrednostjo; toliko večja kot je razlika, toliko bolj pod vrednostjo. In obratno; presežek povpraševanje nad ponudbo vodi v prodajanje blaga nad njegovo vrednostjo; toliko večje kot je pomanjkanje, toliko večja je razlika.
Monopoli nastanejo kot posledica koncentracije kapitala. Ta je posledica konkurence med kapitalisti na omejenem trgu, kjer jih del propade; ti kapitalisti so razlaščeni, njihov kapital pa preide v last uspešnih kapitalistov. Z nadaljnjim konkurenčnim bojem se nabor kapitalistov nadalje krči do stopnje sčasoma pa peščica velekapitalov obvladuje veliko večino tako domače kot svetovne produkcije. Ko ima ta peščica kapitalov dovolj veliko moč, da realno gledano nima resne konkurence, govorimo o monopolu. Monopolni kapitalist svojo premoč tudi tako, da od ostalih kapitalov izterja zanj ugodne cene blage. Od dobaviteljev, na primer, odkupuje surovine po nizki ceni, razlika pa gre v žep monopolnemu kapitalistu. Njegov največji adut pa je, da zaradi odsotnosti konkurence blago prodaja po močno povišanih (monopolnih) cenah, ki odstopajo od vrednosti blaga. Profit, ki izhaja iz monopolnega položaja, krijejo drugi kapitalisti, ki imajo zaradi tega nižjo profitno mero; razmerje med ceno in vrednostjo blaga je obrnjeno njim v škodo in v prid monopolistu.
Razlika med vrednostjo in ceno se pri kapitalistu pozna kot posebni profit; kot razlika med njegovim dejanskim profitom in povprečnim profitom. Obstoj posebnega profita ni protisloven s profitom, ki izhaja iz lastne produkcije presežne vrednosti. Marksistična ekonomija vidi razliko med ceno in vrednostjo blaga kot vprašanje neenakomerne porazdelitve družbene presežne vrednosti med kapitalističnim razredom.

## Delovna teorija vrednosti

### Abstraktno delo
V blagovni menjavi zamenjamo dva različna vrsta blaga v takšnem razmerju, da oba blaga vsebujeta enako količino človeškega dela. Pogoj za potek menjave pa je, da govorimo o dveh različnih blagih, da torej z menjavo pridobimo uporabno vrednost, ki je prej nismo imeli. V nasprotnem primeru je menjava nesmiselna, ker smo po izmenjavi blaga na istem.
Ker pa imamo opravka z blagi, ki imajo različno uporabno vrednost, to tudi pomeni, da bo delo, potrebno za njihovo izdelavo, imelo različni značaj. Delo peka se na primer razlikuje od dela usnjarja, njegovo delo pa se ponovno razlikuje od dela, ki ga opravlja rudar ali kmet. To tudi pomeni, da dela v blagih, ki so v menjavi, ne moremo primerjati neposredno, saj se razlikujejo tako, kot se razlikuje njihova uporabna vrednost.
Kljub temu pa imajo vsa blaga skupno značilnost, da v vseh primerih za njihovo izdelavo trošimo človeško življenjsko silo, takšno porabo življenjske sile pa imenujemo delo. To trošenje je prisotno ne glede na to, ali gre za fizično ali umsko delo, pomembno pa ni niti, kakšna je posebna značilnost tega dela. Delo prej omenjenega peka, usnjarja ali rudarja sicer ne moremo neposredno primerjati, lahko pa rečemo, da je v danih razmerjih njihovih blag enaka količina splošne življenjske moči, da so morali delati približno enako dolgo, da so ustvarili takšno količino blago. 
Takšno porabo življenjske moči imenujemo abstraktno človeško delo. Zanj je značilno, da je brez svojih lastnih značilnosti, da torej ne vsebuje nobenih lastnosti, ki bi bile vezane na nek konkretni produkt ali konkretno vrsto dela. Abstraktno delo kot tako torej ne obstaja, ampak nasprotno prevzame obliko dela, značilno za nek produkt; dela peka, usnjarja, novinarja ali kmeta so le nekatere izmed mnogih oblik, v katerih se realizira abstraktno delo.

#### Enostavno in multiplicirano delo
Količina delovnega časa, potrebnega za produkcijo nekega blaga, je določena glede na čas, ki bi ga potrebovala (relativno) nekvalificirana delovna sila. To je zato, ker so iz abstraktnega dela izključene kakršnekoli posebnosti konkretnega posebnega dela, vključno s posebnostmi kvalificiranega dela; osnovna enota abstraktnega človeškega dela je enostavno človeško delo. S čimer pa Marx ne zanika obstoja kvalificiranega dela, ampak tega nasprotno obravnava kot intenzivno enostavno delo oziroma kot multiplicirano delo. Za multiplicirano delo je značilno, da je dana količina multipliciranega dela (običajno izražena v delovnem času) ekvivalentna večjemu obsegu enostavnega dela. 
V vsakem primeru pa se multiplicirano delo da izraziti z enostavnim delom in kot takšno tudi nastopa v menjavi. Temu pritrjujejo tudi empirični dokazi; če to ne bi bilo mogoče, bi s tem tudi bilo nemogoče določiti menjalno vrednost vsakemu blagu, ki za svojo izdelavo zahteva kvalificirano delovno silo Ko se določa torej menjalna vrednost blaga z multipliciranim delo, se to delo s takšnim ali drugačnim predpisom pretvori v enostavno delo, blago pa se nadalje obnaša vrez vsakršnih posebnosti. 

### Družbeno potrebni delovni čas
Iz najbolj osnovne oblike menjalne vrednosti {\displaystyle xA=yB}, ki je temeljna podlaga tudi za ostale oblike vrednosti, lahko razberemo, da se x enot blaga A menja za y enot blaga B, ker v tem razmerju oba blaga vsebujeta enako količino abstraktnega človeškega dela. V konkretni menjavi pa ni pomembno, koliko delovnega časa je v blago moral vložiti producent v tem konkretnem primeru, temveč kolikšen delovni čas je za to blago v povprečju potreben na nivoju družbene produkcije. Krojač, ki na primer vztraja pri ročnem šivanju, bo sicer v isti kos obleke vložil bistveno več človeškega dela kot delavec za šivalnim strojem. Kljub temu pa vrednosti blaga ne bo določila količina dela, potrebnega ob ročnem šivanju, temveč količina dela, ki je potrebna za šivalnim strojem, ker je takšen način produkcije prevladujoči. Po drugi strani pa bo nekdo, ki v tekstilno industrijo uvaja nove produkcijske metode ali stroje, na boljšem, saj bo v njegovem obratu delovni čas za produkcijo neke količine blaga krajši od družbenega povprečja; v samem blagu bo torej manj dela od družbenega povprečja, prodajalo pa se bo po povprečni družbeni ceni.
Družbeno potrebni delovni čas je vezan na produkcijo blaga, ne na posameznega producenta; pri določanju družbeno potrebnega delovnega časa nekega blaga nas ne zanima, koliko časa bi zanj porabil en delavec, ampak koliko časa je za neko količino blaga potrebno ob danih produkcijskih pogojih, pri čemer je vprašanje, ali gre res za enega ali več delavcev, nepomembno. To je pomembno, ker je zaradi kombinacije delitve dela (ki je obstajala že pred strojno produkcijo v manufakturah) in strojne produkcije čedalje nemogoče govoriti o delovnem času individualnega delavca. Večina sodobnih produktov je narejenih na nivoju celotne tovarne (ali celo več tovarn, če ena tovarna izdeluje pol-izdelke), pri čemer sodelujejo stroji, s katerimi upravlja več delavcev naenkrat; nadalje delovne naloge posameznih delavcev zaradi delitve dela dobijo smisel šele, ko se izoblikujejo v celoto. 
Delitev dela, zaradi česar vsak produkt vsebuje delo več delavcev, ne vpliva na koncepta menjalne vrednosti ali na družbeno potrebni delovni čas. Menjalna vrednost blaga ne izhaja iz posebnih značilnosti dela; te določajo uporabno vrednost blaga. Nasprotno je temelj menjalne vrednosti abstraktno delo, abstrahirano vsakršnih posebnosti; vključno z vprašanjem, ali to delo izhaja iz enega človeka ali več ljudi.